# Kanton Bonifacio
Der Kanton Bonifacio war bis 2015 ein französischer Wahlkreis im Arrondissement Sartène, im Département Corse-du-Sud und in der Region Korsika. Er bestand einzig aus der Stadt Bonifacio.
Der Kanton war 138,36 km² groß und hatte 2658 Einwohner (Stand: 1999).